# الدولة الأفريغية
الدولة الأفريغية كانت سلالة إيرانية خوارزمية أصلية حكمت مملكة خوارزم القديمة. مع مرور الوقت، كانوا تحت سيادة الإمبراطورية الساسانية، ثم الإمبراطورية الهياطلية، ثم خاقانية غوكتورك، ثم الخلافة الأموية، ثم الخلافة العباسية وأخيرًا الدولة السامانية.
وفي نهاية المطاف عُزلَت من عائلة منافسة، وهم المأمونيون من غرغانج، الذين أصبحوا الحكام الجدد لخوارزم.

## علم أصول الكلمات
وقد اقترح أن كلمة "أفريغ" هي النسخة العربية من كلمة "أبريز" في الفارسية (أبريز حيث يتدفق الماء، في إشارة إلى جغرافية خوارزم ومياهها الوفيرة). ومع ذلك، يوضح الدكتور برفيز أزكاي، في تعليقاته على كتاب البيروني "التسلسل الزمني للأمم القديمة"، أن هذا أصل شائع للكلمة. يوضح أزكاي أن كلمة أفريغ كانت في الأصل أبأريغ وتعني من أصل آري هي نفس الكلمة في "أفرشتان" (بالفارسية: أفراشتن) التي تعني الرفع؛ أري هو الجذر الذي يعني الآري كما هو الحال في إيراج، وإران/إيران (أرض الآريين)؛ و(يغ) هي لاحقة العلاقة في اللغات الإيرانية وتشبه "-ic" في اللغة الإنجليزية أو "-ique" في اللغة الفرنسية.

## الجغرافيا
كانت خوارزم منطقة زراعية غنية ومروية جيدًا على نهر جيحون السفلي. كانت خوارزم، التي تحدها السهوب والصحراء من جميع الجهات، معزولة جغرافيًا عن مناطق الحضارة الأخرى، مما سمح لها بالحفاظ على لغة وثقافة إيرانية مميزة منفصلة. من المحتمل أن خوارزم كانت الموطن الأصلي للإيرانيين. في العصر الإسلامي، كانت المنطقة تضم ثلاث مدن رئيسة؛ كاث، وغرغانج، وهزاراسب.

## المملكة

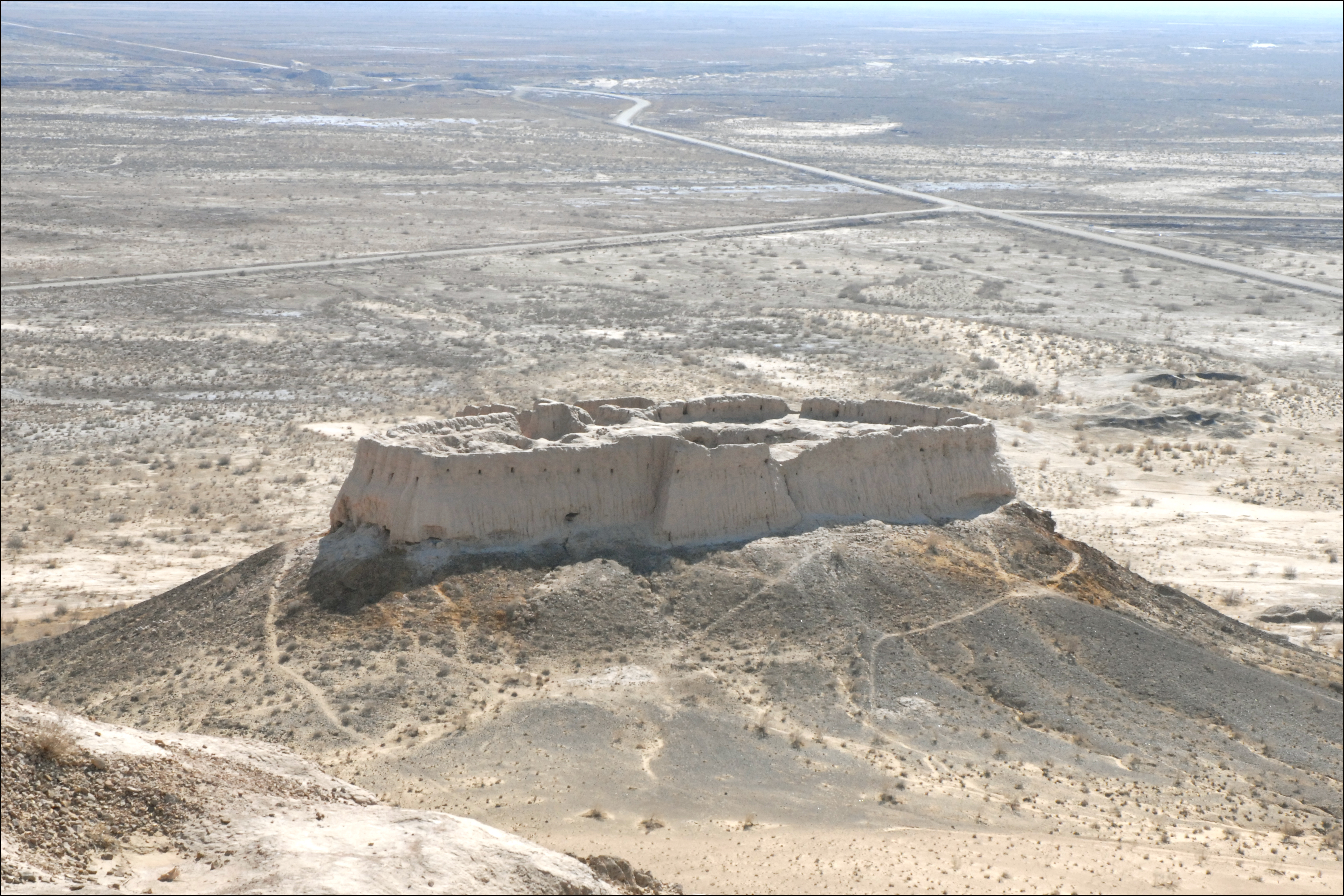
بُنيَت قلعة أياز كالا 2 خلال العصر الأفريغي، في القرن السادس إلى الثامن الميلادي

وقد سجل العالم الخوارزمي البيروني (توفي عام 1050) معظم تاريخ الدولة الأفريغية، وقد تم التشكيك في مصداقيته. بحسب البيروني، تأسست دولة الأفريغيين على يد أفريغ في عام 305، خلفًا للخط شبه الأسطوري للسياوشيد، الذي أسسه الملك الإيراني كاي خسرو. ومع ذلك، تشير الاكتشافات الأثرية السوفيتية الواسعة النطاق إلى أن البيروني لم يكن في الواقع على دراية جيدة بالتاريخ الخوارزمي قبل الإسلام وإنما كان بعضها تكهنات بطابع علمي. تظهر نتائج العملات المعدنية أنه قبل ظهور الدولة الأفريغية، كانت خوارزم جزءًا من الإمبراطورية الفرثية. يبدو أن بداية العصر الخوارزمي [الإنجليزية] كانت في أوائل القرن الأول الميلادي، بعد أن تحرروا من الحكم الفرثي، وأنشأوا سلالة محلية خاصة بهم من الشاهات. الاسم الأسري "الأفريغي" لم يرد في أي مكان سوى البيروني، مما دفع العلماء إلى اقتراح أن الاسم لم يكن موجودًا أبدًا. ويضيف عالم إيران كليفورد إدموند بوسورث أنه "إذا كان هذا العصر [الأفريغي] قيد الاستخدام بالفعل، فلا بد أنه كان غير رسمي". وبالمثل، فإن العديد من الخوارزمشاه التي سجلها البيروني لا تدعمها الأدلة الأثرية؛ ومع ذلك، قد يكون هذا بسبب أخطاء كتابية.

## اللغة
كانت اللغة الأصلية لخوارزم الأفغينية هي الخوارزمية القديمة، والتي كُتبت بخط أصلي مشتق من الآرامية، والتي استوردتها الإمبراطورية الأخمينية (550-330 قبل الميلاد) أثناء حكمها لخوارزم. وفقًا للمسافر العربي أحمد بن فضلان في القرن العاشر، فإن اللغة تبدو "مثل ثرثرة الزرزور".